# Saint-Priest-la-Feuille

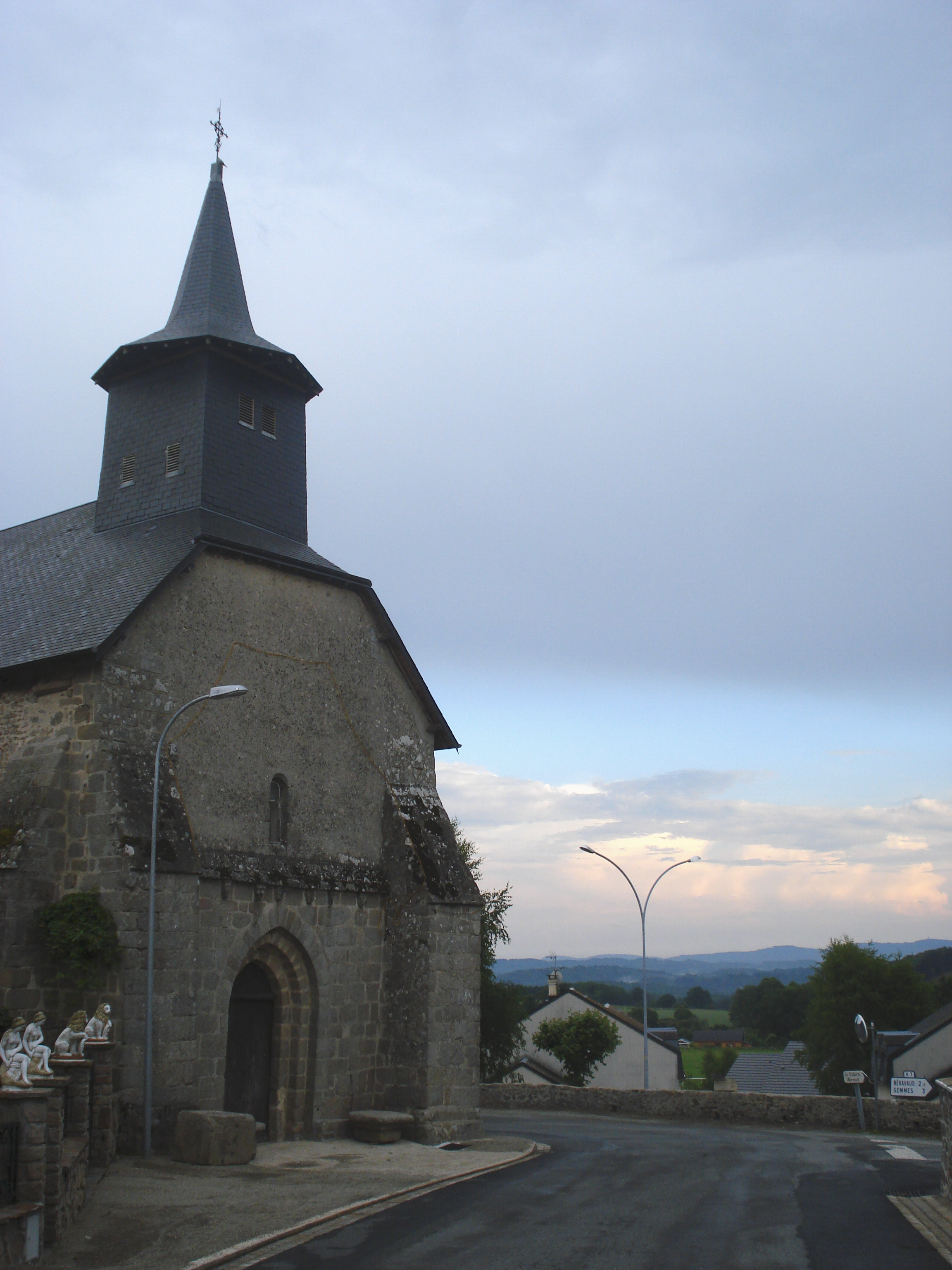
Kościół św. Wawrzyńca (2008)

Saint-Priest-la-Feuille – miejscowość i gmina we Francji, w regionie Nowa Akwitania, w departamencie Creuse. Nazwa miejscowości pochodzi od imienia św. Projekta.
Według danych na rok 1990 gminę zamieszkiwało 635 osób, a gęstość zaludnienia wynosiła 23 osoby/km² (wśród 747 gmin Limousin Saint-Priest-la-Feuille plasuje się na 203. miejscu pod względem liczby ludności, natomiast pod względem powierzchni na miejscu 200.).

## Populacja

Populacja Saint-Priest-la-Feuille w latach 1962–2008